# Ерыкса
Ерыкса — река в России, в Граховском районе Удмуртии и Менделеевском районе Татарстана, правый приток реки Возжайка (бассейн Тоймы). Длина реки — 25 км, площадь водосборного бассейна — 191 км².
Притоки: Кокшанка, Тыловайка.
Вдоль реки расположены деревни Архангельское, Удмурт-Возжай, Мари-Возжай, Верхний Выселок, Большая Ерыкса, Ильнеть, Татарский Кокшан.